# Fritzmühle
Fritzmühle (fränkisch: Frits-mil) ist ein Gemeindeteil des Marktes Lehrberg im Landkreis Ansbach (Mittelfranken, Bayern). Fritzmühle liegt in der Gemarkung Lehrberg.

## Geografie
Die Einöde liegt am Pulverbach. 0,75 Kilometer östlich im Brandholz erhebt sich der Buhlsberg (480 m ü. NHN). Ein Anliegerweg führt nach Lehrberg zur Kreisstraße AN 10 (0,6 km nordwestlich).

## Geschichte
Der Ort wurde 1441 als „Fritzmülner“ erstmals namentlich erwähnt. Das Bestimmungswort des Ortsnamens ist der Familienname Fritz. Vermutlich hieß der ursprüngliche Besitzer dieser Mühle so.
Gegen Ende des 18. Jahrhunderts gehörte die Fritzmühle zur Realgemeinde Lehrberg. Die Mühle hatte das brandenburg-ansbachische Hofkastenamt Ansbach als Grundherrn. Unter der preußischen Verwaltung (1792–1806) des Fürstentums Ansbach erhielt die Fritzmühle die Hausnummer 42 des Ortes Lehrberg. Von 1797 bis 1808 unterstand der Ort dem Justiz- und Kammeramt Ansbach.
Im Rahmen des Gemeindeedikts wurde Fritzmühle dem 1808 gebildeten Steuerdistrikt Lehrberg und der 1811 gegründeten Ruralgemeinde Lehrberg zugeordnet.

## Einwohnerentwicklung
| Jahr      | 1818   | 1840   | 1861   | 1871   | 1885   | 1900   | 1925   | 1950   | 1961   | 1970   | 1987  |
| Einwohner | 5      | 6      | *      | 7      | 7      | 8      | 7      | 16     | 9      | 7      | 5     |
| Häuser    | 1      | 1      |        |        | 1      | 1      | 1      | 1      | 1      |        | 1     |
| Quelle    | [ 14 ] | [ 15 ] | [ 16 ] | [ 17 ] | [ 18 ] | [ 19 ] | [ 20 ] | [ 21 ] | [ 22 ] | [ 23 ] | [ 1 ] |

## Religion
Der Ort ist seit der Reformation evangelisch-lutherisch geprägt und bis heute nach St. Margaretha (Lehrberg) gepfarrt. Die Einwohner römisch-katholischer Konfession waren zunächst nach St. Ludwig (Ansbach) gepfarrt, seit 1970 ist die Pfarrei Christ König (Ansbach) zuständig.